# Хрипко, Вячеслав Юрьевич
Вячеслав Юрьевич Хрипко (24 марта 1961) — представитель «композиторского» направления в авторской песне. Пишет на стихи Роберта Рождественского, Александра Межирова, Даниила Хармса, Сергея Есенина, Ярослава Смелякова, Дон-Аминадо, Константина Симонова, Роберта Бёрнса, Дмитрия Сухарева, Натальи Головатюк, Али Кудряшевой.

## Биография
Вячеслав Хрипко первые песни написал в 1977 году, будучи учеником девятого класса средней школы. В 1985 году принял участие в Липецком областном фестивале авторской песни, где занял второе место. В 1986 году, представляя Липецкую область, был участником всесоюзной конференции КСП, проходившей в спорткомплексе «Олимпийский» в Москве. С 1986 по 1989 год руководил липецким клубом самодеятельной песни «Палитра». Лауреат фестивалей авторской песни в Липецке, Туле, Орле, Старом Осколе. Член жюри фестиваля АП в Волгограде (1989), всесоюзного фестиваля авторской песни школьников в Калуге (1991). С 2010 года живёт в городском округе Домодедово.
Наиболее известные песни — «Малая церковка, свечи оплывшие…» (Сен Женевьев де Буа) на стихи Роберта Рождественского, «Набежит на берег мутная волна» стихи и музыка Вячеслава Хрипко, «Скрепив очки простой веревкой…» (Неизвестной Наташе) на стихи Даниила Хармса, «Вдоль маленьких домиков белых…» (Хорошая девочка Лида) на стихи Ярослава Смелякова, «Мама на даче…» на стихи Али Кудряшевой.
В 2011 году вышел диск «Мама на даче», получивший название по песне «Мама на даче, ключ на столе…» на стихи Али Кудряшевой.
В 2016 году победитель интернет-конкурса Грушинского фестиваля в номинации «автор музыки».
В 2016 году дипломант Грушинского фестиваля в номинации «автор музыки».